# Gregor Schönfeld der Ältere

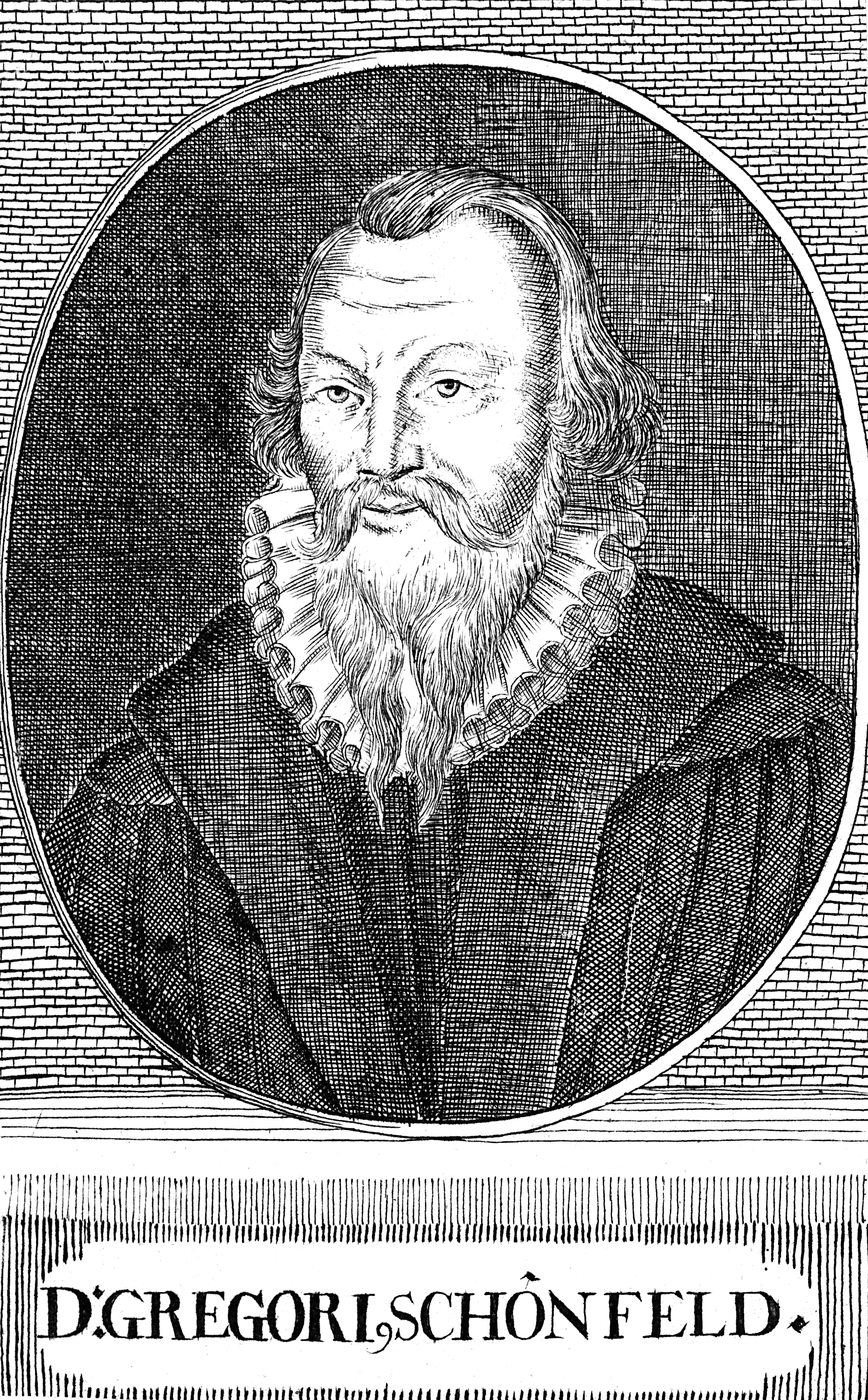
Gregor Schönfeld der Ältere

Gregor Schönfeld der Ältere (* 1559 in Zahna; † 24. November 1628 in Kassel) war ein deutscher reformierter Theologe.

## Leben
Schönfeld stammte aus einem adligen Geschlecht. Seine Eltern waren Gregor von Schönfeld, Rittergutsbesitzer in Zahna, und dessen Frau Juliana Elisabeth geb. von Arnsdorf, Tochter des Michael von Arnsdorf. Nachdem er seine erste Ausbildung in seinem Geburtsort erhalten hatte, wurde er am 29. April 1578 an der Universität Wittenberg deponiert und bezog am 18. Juli 1579 die kurfürstlich sächsische Landesschule St. Afra in Meißen. Zu jener Zeit prägten Matthäus Dresser und später der philippistisch orientierte Pädagoge Johann Ladislaus als Rektoren die Bildungseinrichtung. Am 13. März 1583 verließ er die Schule und ging an die Wittenberger Universität.
Dort erwarb er am 23. März 1585 den akademischen Grad eines Magisters der Philosophie und wurde am 18. Dezember 1588 Adjunkt der philosophischen Fakultät. Er lernte Urban Pierius kennen, der ihn für seine theologischen Ansichten begeisterte und ihm 1590 eine Stelle als Oberpfarrer und Superintendent in Delitzsch verschaffte. Hierzu avancierte Schönfeld an der Wittenberger Alma Mater am 18. April 1590 zum Lizentiaten der Theologie und wurde am 25. Januar 1591 zum Doktor der Theologie promoviert. Seine Wirksamkeit in Delitzsch währte jedoch nicht lange. Im Sommer 1591 wechselte er auf Empfehlung von Pierius auf die Stelle des Superintendenten nach Dresden. Nach dem Tod des Kurfürsten Christian I. von Sachsen fand ein Wechsel in der sächsischen Kirchenpolitik statt, hin zur lutherischen Orthodoxie. Alle philippistisch orientierten Führungskräfte wurden als Kryptocalvinisten aus ihren Ämtern vertrieben. So auch Schönfeld, der nach kurzer Haft im November 1591 seine Ämter niederlegte.
Schönfeld zog mit seiner Familie über die Pfalz nach Hessen, wo er 1592 eine Stelle als Hofprediger des Landgrafen Wilhelm IV. von Hessen-Kassel und bald darauf bei dessen Sohn und Nachfolger Moritz in Kassel fand. 1599 übernahm er zudem die Professur der Theologie am neu gegründeten Collegium Mauritianum in Kassel und wurde 1600 Superintendent ebenda. Mit der Übernahme des Erbes der ausgestorbenen Linie Hessen-Marburg setzte sein Dienstherr die reformierte Kirchenpolitik seiner Landesteile fort. So zogen die lutherisch orientierten Lehrkräfte der Universität Marburg 1606 nach Gießen und gründeten dort 1607 die Universität Gießen. Die Abwanderung bedingte eine Neubesetzung der Marburger Professuren. Daraufhin wechselte Schönfeld 1606 auf die erste Professur der Theologie in Marburg. 1608 sowie 1612 war er Rektor der Marburger Universität und wurde 1611 Rat am neu gegründeten Konsistorium in Marburg. Im Januar 1618 erlitt er einen Schlaganfall und legte deshalb seine Ämter im Frühjahr desselben Jahres nieder. Nach einer Erholungskur in Nordhausen zog Schönfeld wieder nach Kassel, wo er bis zu seinem Lebensende lebte. Sein Leichnam wurde am 26. November in der Kasseler Stiftskirche St. Martin beigesetzt.

## Wirken
Schönfelds Bedeutung liegt in seiner kirchenordnenden, kirchenpolitischen und wissenschaftlich-theologischen Wirksamkeit. Er gilt als bedeutender Verteidiger der kirchlichen Reformen des Landgrafen Moritz von Hessen-Kassel. Von diesem mit der theologischen Begründung und Legitimierung von dessen "Verbesserungspunkten" beauftragt, war er einer der Hauptgegner der Vertreter der lutherischen Orthodoxie um Balthasar Mentzer den Älteren. Hatte sich Schönfeld in Sachsen bereits um eine Abschaffung des Exorzismus bei der Taufe stark gemacht, ging es ihm in Hessen vor allem um die Ablehnung der Ubiquitätslehre, um die reformierte Zählung des Dekalogs, die Abschaffung der Bilder in den Kirchen und das Brechen des Brotes während des Abendmahls. Neben literarischen Abhandlungen zu jenen Themen erschienen noch einige Trost- und Leichenpredigten.

## Familie
Schönfeld heiratete am 17. Mai 1585 in Wittenberg Elisabeth Croll (* 1544 in Wittenberg; † 31. Juli 1618 in Marburg), die Tochter des Wittenberger Bürgers Peter Croll und Witwe des Wittenberger Diakons Simon Sider. Aus der Ehe stammt der Sohn Gregor Schönfeld der Jüngere (~ 23. September 1585 in Wittenberg; † 3. September 1625 in Kassel).

## Schriften (Auswahl)
- IDYLLION BONI OMINIS CAVSA SCRIPTVM NObiliss: pietatis#́[que] studiosissimo adolescenti Dn. GEORGIO à SCHLEYNITZ cúm ad inclytam VVittebergensium Academiam tanquam ad politioris eruditionis mercaturam proficisceretur. Wittenberg, 1584, (Digitalisat)
- DIALOGVS || MARITI ET VXORIS,IN OBITVM ... Foeminae ANNAE GERDESIANAE, coniugis ... viri, Dn. ERHARDI ANCII, Iudicis Neobrandenburgensis:. Wittenberg, 1587, (Digitalisat)
- De Amicitia.THESES PHILO=||SOPHICAE EX VIII. et IX.Ethicor: Nicom: Arist: libris collectae,|| et ad disputandum publicè in Acade-||mia VVitebergensi propositae  Resp. Nicolaus Dethlevus  (* Hamburg). Wittenberg, 1588, (Digitalisat)
- DE VERBO DEI,|| THESES THEOLOGICAE.|| de quibus || IN NOVO COLLEGIO MAURITIANO || disputantibus || ... respondebit. Kassel, 1599, (Digitalisat)
- Eine Christliche Leichpredigt: Bey dem Begräbnus Weilandt des ... Herrn Magistri Bartholomaei Meyers,|| Pfarrherrn vnd Superintendenten zu Cassel/ welcher || den 16. Decembris Anno 1600. seines alters || aber 73. Christlich entschlaffen. Kassel, 1600, (Digitalisat)
- Eine christliche Heimbführungs Predigt: als dem ... Moritzen Landgraffen zu Hessen ... Juliana Landgräffin zu Hessen ... heimbgeführet worden. Kassel, 1603, (Digitalisat)
- Centuria I. ...In qua Sententia vera & orthodoxa De Sola Et Unica Religionis Christianae, Fidei Ac Cultuum Norma, Omniumq[ue] Controversiarum .... Resp. Heinrich Stöcken (* Kassel). Kassel, 1603, (Digitalisat)
- Centuria II. Thesium & Antithesium, in qua ardua de Controversiarum theologicarum judice, proponitur quaestio. Resp. Georg Cruciger. Kassel, 1603, (Digitalisat)
- Historischer Bericht/ Der Newlichen Monats Augusti zugetragenen Marpurgischen Kirchen Händel. Marburg und Erfurt, 1605, (Digitalisat)
- Heptas Syllogistica. Septem Syllogismis, Quibus Christianae Emendationis In Inferioris & ex parte etiam Superioris Hassiae Ecclesias introducta capita publice vellicare nuper libuit D. Balthasari Mentzero, veritatis elucidandae tuendaeq[ue] causa parallēlōs opposita. Resp. Paul Stein. Marburg, 1607, (Digitalisat)
- In Natalem Illustrissimi Et Potentissimi Principis Ac Domini, Dn. Mauritii, Hassiae Landgravii ... Oratio. Marburg, 1608, (Digitalisat)
- Spiegel/ Der Offenbahren/ Unverschämpten Calumnien und Lügen/ so in einem Zedtel von 24. Artickeln/ wieder die Christliche Verbesserungspuncten der Heßischen Kirchen hin und wieder spargirt worden : Sampt beygefügter Wiederlegung derselben Calumnien: Und zu ende angeheffter Confession und Bekentnis der zur ungebühr traducirten Kirchen in Hessen. Marburg, 1608, (Digitalisat)
- Victoria Und Sieg Der Klaren und Bescheidentlichen erweisung mit Sieben Zeugen der alten/ und Sieben zeugen der vornehmen Lutherischen Theologen/ das die Lehr von der bedeutung deß Brodbrechens Christi im H. Nachtmal recht/ und in der Kirchen Gottes jederzeit gebreuchlich gewesen sey : Und das Gegentheil in der gründtlichen erklärunge ... wieder diesen Beweiß nichts gründlichs hat vorbringen ... und zeigen können ; Sampt entdeckung etlicher groben und unverschempten Unwarheiten/ so in gedachtem Bericht begangen. Marburg, 1608, (Digitalisat)
- Eine Christliche Leichpredigt : Bey der Begrabniß des Edelen unnd Ehrenvesten Wilhelm Herbort Morrien/ welcher den 7. Septembris dieses lauffenden 1609. Jahrs zu Marpurgk sanfft/ und Christlich entschlaffen/ und auff folgende Dominica 13. Trinit. in der Pfarkirchen daselbst Ehrlich/ und in Volckreicher Versamlung zur Erden bestattet worden. Gehalten unnd auff begeren in Truck verfertiget. Marburg, 1609, (Digitalisat)
- Trophaeum Veritatis. Das ist/ Sieben Siegzeichen der unuberwindlichen Warheit und Lehr von der Analogia und bedeutung der H. unnd tröstlichen Ceremonien deß Brodtbrechens unsers Herrn Jesu Christi/ in einsatzung seines H. Nachtmals gehalten : Auß dem zu Giessen newlich edirten Buch/ Trophaeum Calvinisticum genandt/ in welchem unser Gegentheil daselbst. 1. Denn von ihme selbst formirten und von beyderseits bißhero gestrittenen statum controversiae und Häuptfrage verlassen ... Marburg, 1609, (Digitalisat)
- Centuriae thesium theologicarum quatuor. Marburg, 1609, (Digitalisat)
- Eine Christliche Leichpredigt/ Bey der Begrebnus des Gestrengen Edlen und Ehrnvesten Johan von Bodenhausen Fürstl. Hessisch. gewesenen vornemen Raths ... : welcher zu Marpurg den letzten Septembris sanfft und still im Herren entschlaffen/ und den 10. Octobris in der Pfarrkirchen daselbst Christlich zur Erden bestattet worden. Marburg, 1612, (Digitalisat)
- Trawer und Trostpredigt : Bey der Hochtrawrigen Begräbnuß Der Weilandt Durchleuchtigen Hochgebornen Fürstin und Frawen/ Frawen Catharin Ursula/ Landgrevin zu Hessen/ Grevin zu Catzenelnboge[n]/ Dietz/ Ziegenhain und Nidda/ etc. Geborne Marggrevin zu Baden und Hochberg/ Landgrevin zu Sudenbergk/ Frawen zu Rödlen und Badenweiler/ etc. Des Hochwürdigen/ Durchleuchtigen/ Hochgebornen Fürsten und Herrn/ Herrn Otten/ postulirten Administratorn des Stiffts Hirßfeldt/ Landtgraven zu Hessen/ etc. Gemahlin/ so den 15. Tag Febr. im Jahr/ 1615. zu Marpurg seelig im HErrn entschlaffen/ und den 21. Martii daselbst Fürstlich zur Erden bestattet worden. Marburg, 1615, (Digitalisat)